# Puente habitado

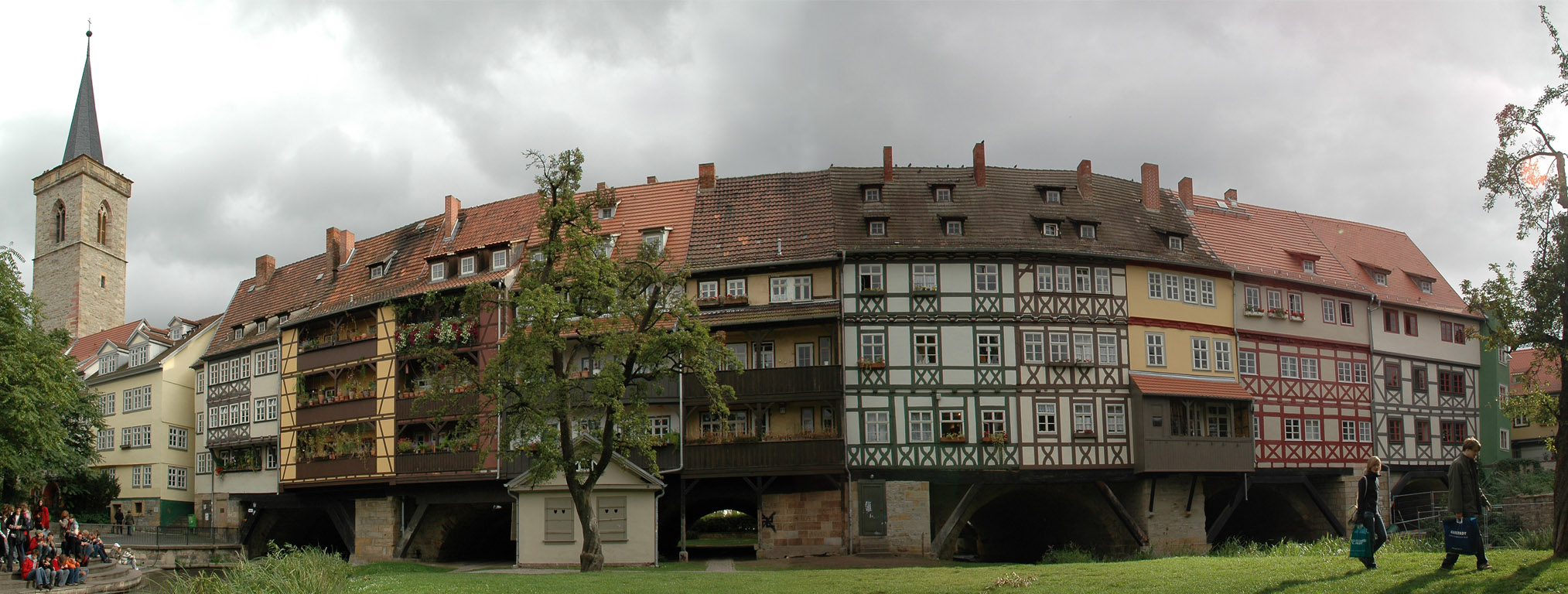
El Krämerbrücke («Puente de los Mercaderes»), en Erfurt

Un puente habitado es un puente que, además de su función de soporte de una vía de comunicación, tiene edificaciones en las que se desarrollan funciones relacionadas con la ciudad —almacenes, prisiones, tiendas—o incluso sirven de residencia.

## En Europa

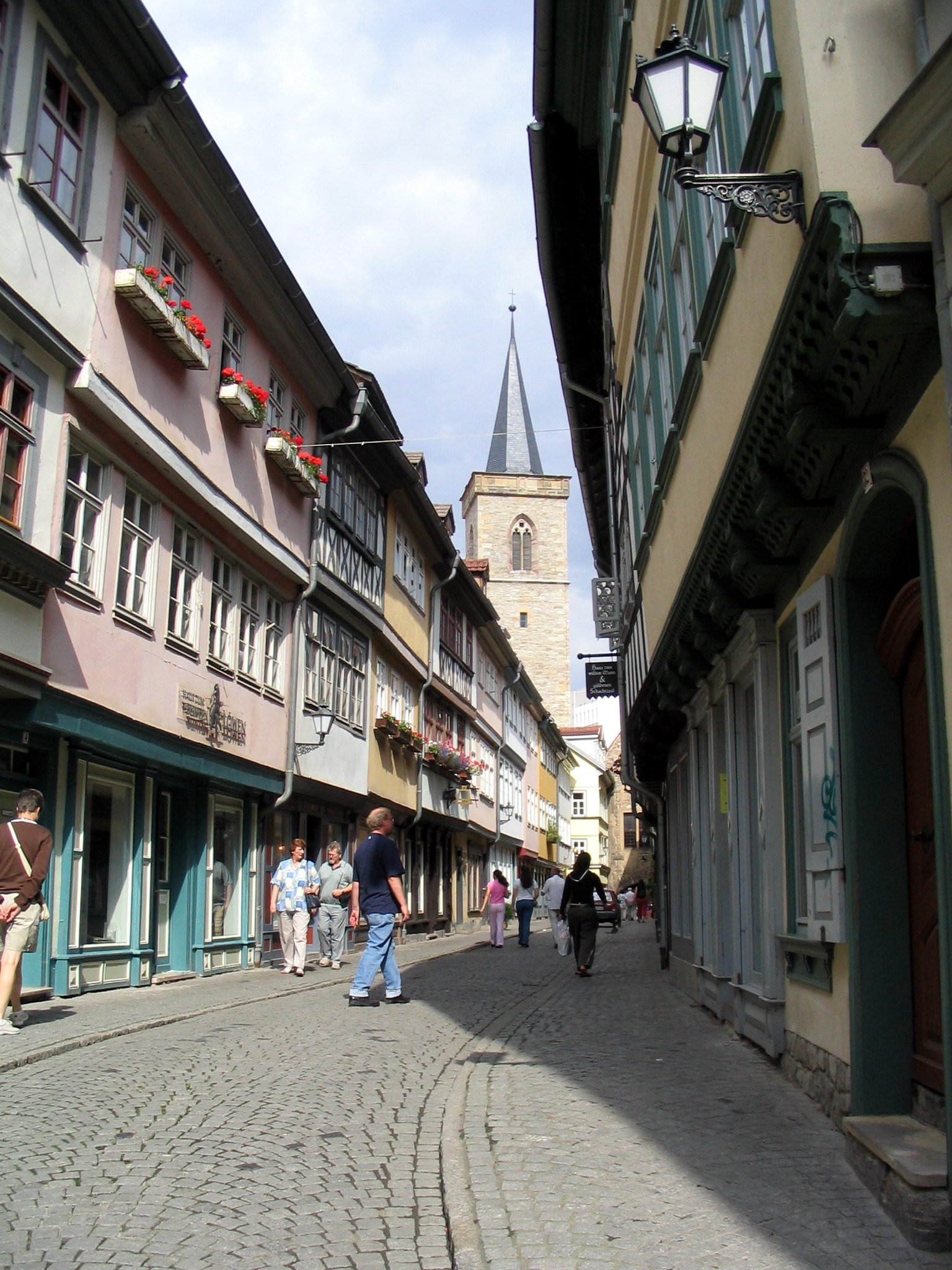
Calle interior del Krämerbrücke, en Erfurt

Los puentes habitados fueron muy comunes en la Edad Media, y cualquier ciudad de Europa podía tener puentes que estaban rematados por casas. El origen de la construcción de edificios y viviendas en los puentes tiene una única motivación, la fiscalidad. En los puentes vivían los pobres, y en segundo lugar, los comerciantes que buscaban evadir el contrato de censo (pagable al propietario del suelo) y el peaje (concesión, pagable al señor feudal).
Fueron causa de desaparición de estos puentes los incendios, que fueron comunes en estos puentes en su mayoría de madera; los muchos accidentes que ocasionaba el transporte fluvial cuando las barcazas chocaban con las pilonas; las inundaciones, que socavaban los cimientos y apoyos; y la propia reestructuración de los centros urbanos, con la construcción de nuevos puentes de piedra, más fiables y amplios. Sólo muy pocos puentes permanecen hoy habitados en Europa. 

### Alemania
El Krämerbrücke («Puente de los Mercaderes»), en Erfurt, de madera originalmente, fue reconstruido en piedra en 1325 en el amplio brazo del Gera.  Después del gran incendio de 1472, la ciudad decidió erigir en el puente 62 casas en las que los comerciantes tuvieran tienda y domicilio.

### Bulgaria
El puente cubierto de Lovech está construido por encima del río Osum en la ciudad de Lovech. El puente conecta la parte nueva de la ciudad con la reserva histórico-arquitectónica y es el único en la Península Balcánica. Desde 1874 hasta 1876 el constructor búlgaro Kolyo Fícheto construyó el famoso puente cubierto. Su longitud era de 84 m, su anchura era de 10 m y contenía 64 tiendas y domicilios. En agosto de 1925 el puente quedó quemado hasta los cimientos. En su lugar, entre 1926 y 1931, fue construido un puente nuevo por el arquitecto Stefan Olekov y el ingeniero Tzvetkóv. Este puente nuevo estaba diseñado tanto para vehículos como para peatones y contenía 40 tiendas. Entre 1981 y 1982, conforme el diseño del arquitecto Hristo Zlatev y el ingeniero A. Maleev, el puente fue reconstruido otra vez más y en la actualidad se parece más al original de Kolyo Fícheto, siendo tan sólo peatonal. Su longitud es de 106 m y contiene 9 tiendas, 3 talleres y 2 pastelerías, pero no hay en él ningún domicilio. Actualmente el puente es una gran atracción para los turistas que visitan la ciudad de Lovech y las tiendas allí ofrecen todo tipo de recuerdos característicos de esta región búlgara.

### Francia

#### Puentes habitados en París
En la Edad Media, los puentes de París estaban bordeados por casas que formaban verdaderas calles. La presencia de estas casas contribuyó a la ruina de los puentes. La alineación se respetaba internamente en ambos lados de la calle, pero las casas se edificaron en voladizo sobre el río, y no se dudó incluso en excavar bodegas sobre el relleno del puente e incluso reducir las pilas de mampostería, hasta el punto de que los puentes tendían a fluir lateralmente sobre el río. Durante la demolición de las casas que se alineaban en el puente de Notre Dame y de Saint-Michel, fue necesario reparar los tímpanos y los paramentos justo hasta las pilonas.

#### Puente de Rohan, en Landerneau

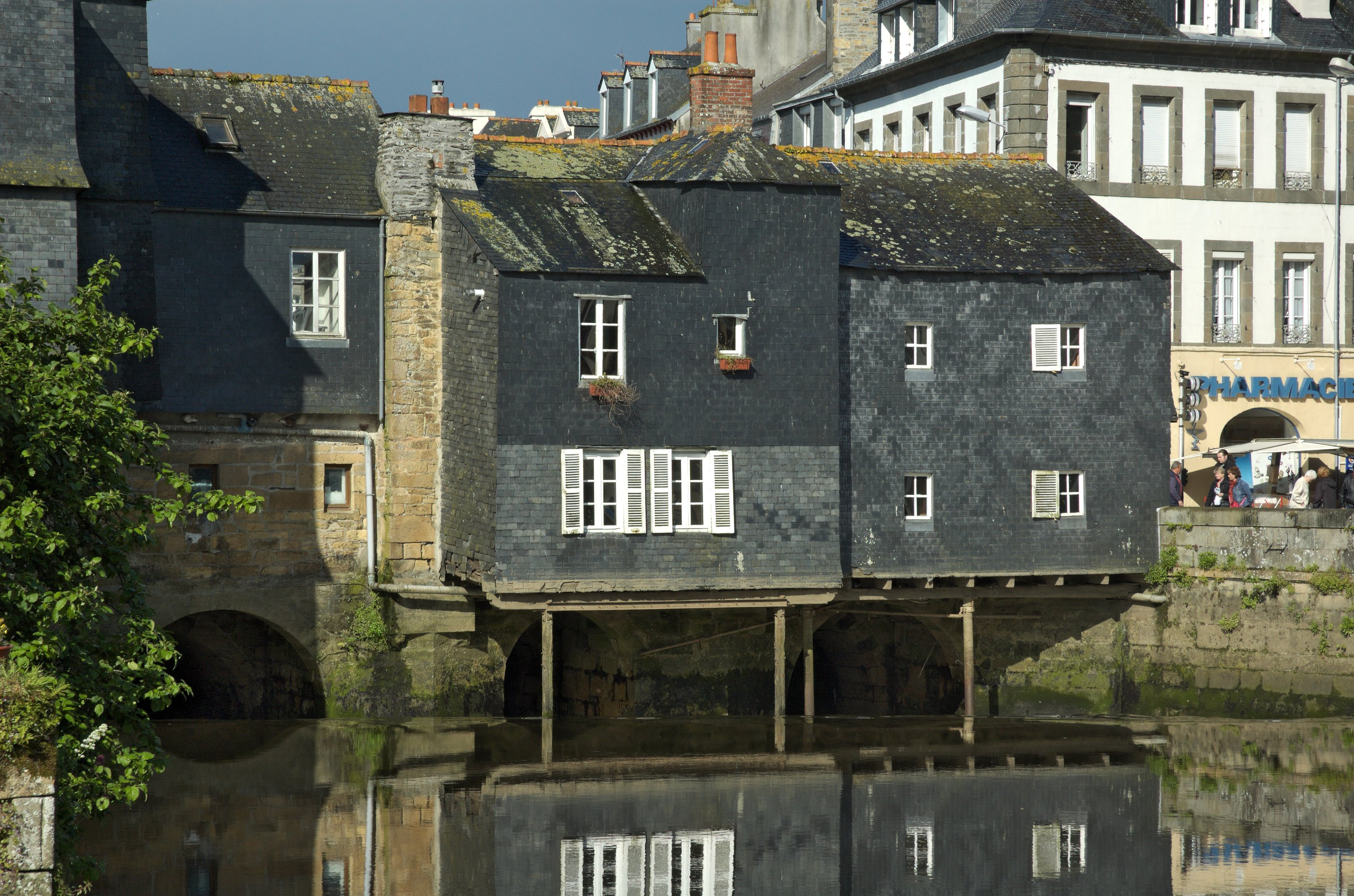
El puente de Rohan, en Landerneau

En Bretaña, el puente de Rohan en Landerneau, del que hay trazas desde 1336, fue reconstruido en piedra en 1510 por Jean II de Rohan. El puente tenía entonces sobre él un molino, una pesquería, una capilla, una sala de guardia y una prisión. En el siglo XVII se erigieron domicilios. Este puente, situado en la desembocadura del río Elorn, está sujeto a la acción de las mareas. Es el único puente habitado que aún resta en Francia.

#### Puente de los Comerciantes, en Narbona

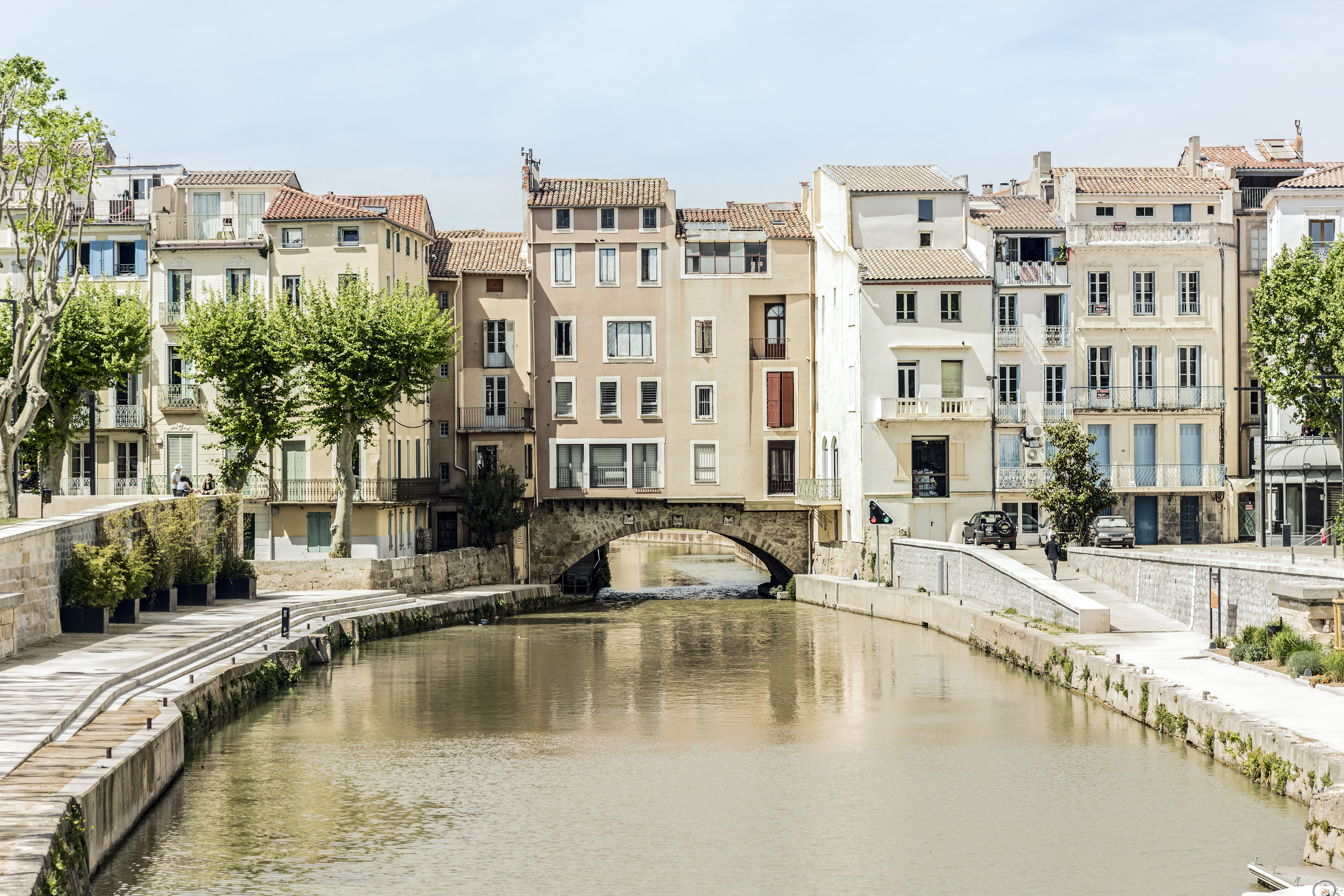
El puente de los Comerciantes, en Narbona

El puente de los Comerciantes (pont des Marchands) es un puente de origen romano que cruza el canal de la Robine de Narbona. Daba acceso a la antigua ciudad desde el sur, por la Via Domitia. Un arco sigue siendo visible, de los seis o siete que debía de tener en la antigüedad.
Es el único puente habitado en Francia junto al de Rohan, en Landerneau.

#### Nuevos proyectos
En octubre de 2008, Jean-Christophe Fromantin, alcalde de Neuilly-sur-Seine, presentó un proyecto de puente habitado sobre el río Sena en lugar del actual puente de Neuilly. Este puente soportaría, además de la carretera nacional 13 y la línea 1 del Metro, 100 000 m² de tiendas, oficinas y viviendas en la extensión del distrito de la Défense. Era parte del proyecto de reurbanización de la travesía del centro de Neuilly de la RN 13, que ayudaría a financiar.
Un segundo proyecto para un puente habitado sobre el río Loira estuvo en estudio en Tours, que ya tuvo un puente habitado en la Edad Media, el puente de Eudes.

### Italia

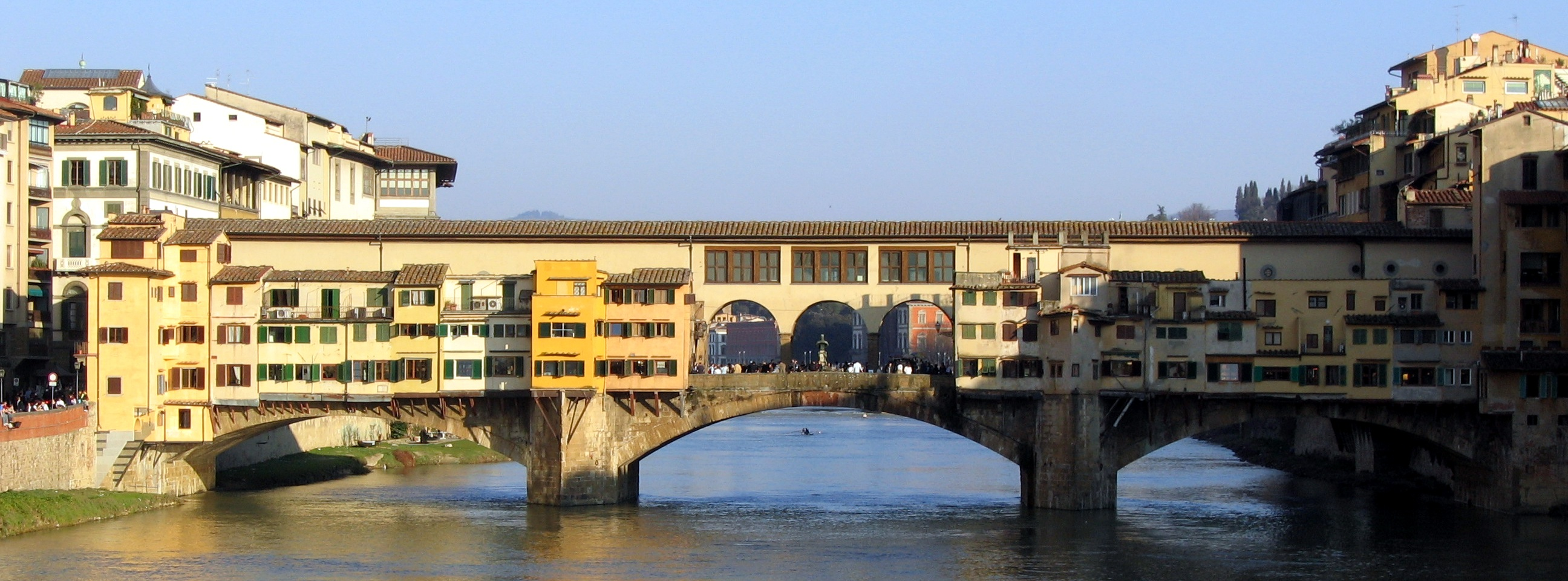
Ponte Vecchio, en Florencia

El Ponte Vecchio, en Florencia, fue construido en 1345 para reemplazar el antiguo puente romano sobre el río Arno. En 1564, Giorgio Vasari reestructuró el puente por orden del gran duque Fernando I de Médici para que pasase por él el corredor Vasari (Corridoio Vasariano), el largo corredor que une el palazzo Vecchio con el palacio Pitti. Las tiendas estaban entonces reservadas solo para joyeros y orfebres.

### Reino Unido
El puente Pulteney en Bath (Inglaterra) fue construido en 1773 en el río Avon.
Otro puente notable, habitado en un único lado, atravesaba un pequeño valle, en Frome, Avon.

## En Asia

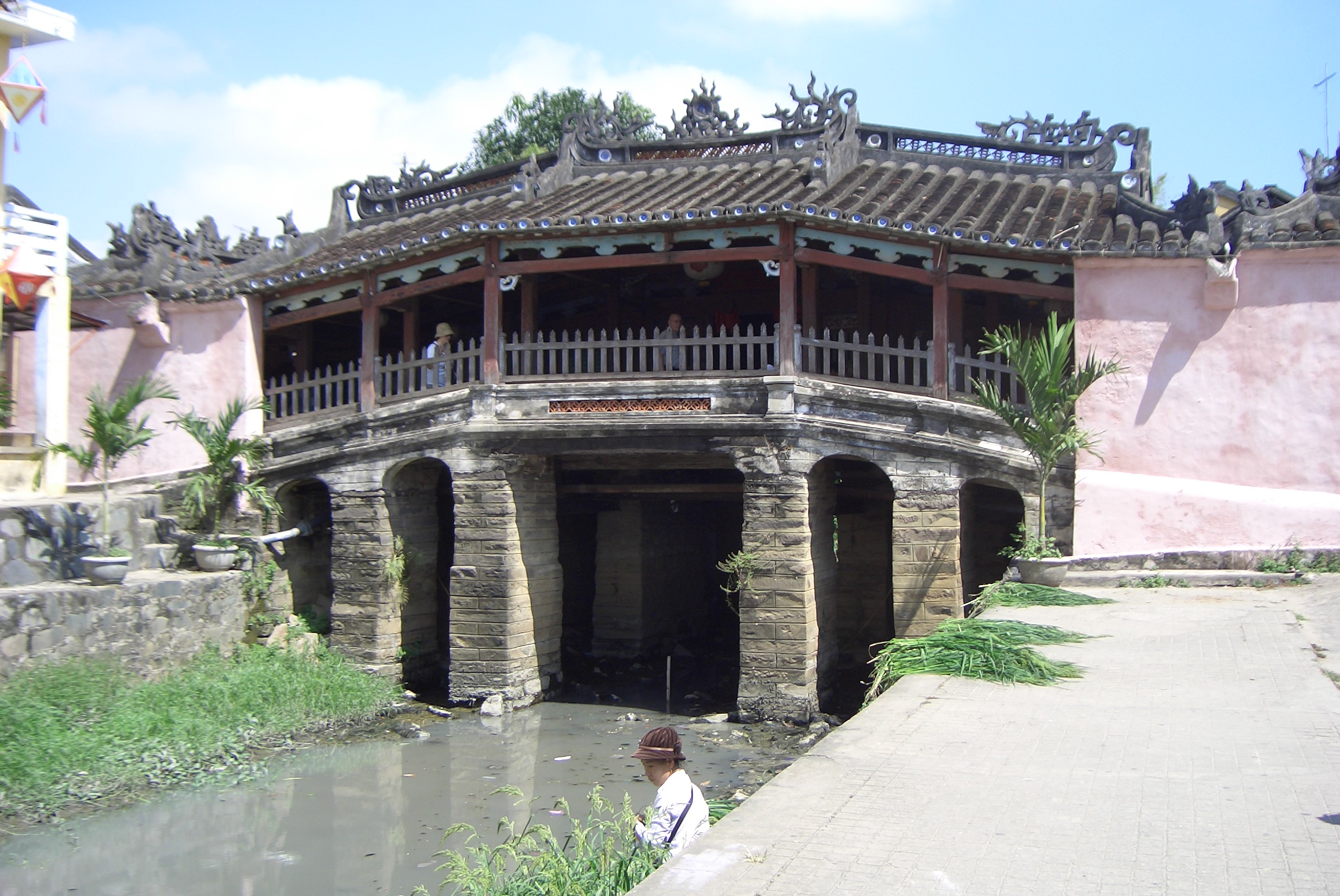
Chùa Cầu, el puente-pagoda de Hội An

Un ejemplo de puente habitado conservado es Chùa Cầu, el puente-pagoda de Hội An, en Vietnam, que tiene un templo budista y fue una vez utilizado como un palacio de justicia.